# Gare de Nice-Ville
La gare de Nice-Ville (localement nommée gare Thiers) est une gare ferroviaire française de la ligne de Marseille-Saint-Charles à Vintimille (frontière), située dans le quartier Thiers à proximité du centre-ville de Nice, préfecture du département des Alpes-Maritimes, en région Provence-Alpes-Côte d'Azur. Il s'agit de la principale gare de la ville.
Elle est mise en service en 1865 par la Compagnie des chemins de fer de Paris à Lyon et à la Méditerranée (PLM), et devient, en 1928, une gare de bifurcation avec l'ouverture de la ligne de Nice à Breil-sur-Roya.
C'est une gare de la Société nationale des chemins de fer français (SNCF), desservie par des trains de grandes lignes (TGV vers Paris — dont Ouigo — et des grandes villes de France, Intercités de nuit également vers Paris), et par des trains régionaux (TER Provence-Alpes-Côte d'Azur).

## Situation ferroviaire
Établie à 16 mètres d'altitude, la gare de bifurcation de Nice-Ville est située au point kilométrique (PK) 224,114 de la ligne de Marseille-Saint-Charles à Vintimille (frontière), entre les gares de Nice-Saint-Augustin et de Nice-Riquier,.
Elle est également l'origine, au PK 0,000, de la ligne de Nice à Breil-sur-Roya avant la gare de Nice-Saint-Roch.

## Histoire
Première gare construite à Nice, la « station de Nice » est mise en service le 18 octobre 1864 par la Compagnie des chemins de fer de Paris à Lyon et à la Méditerranée (PLM) lorsqu'elle ouvre à l'exploitation la section entre Cagnes et Nice, terminus de sa ligne depuis Toulon. La voie contourne la ville pour atteindre, au nord, la gare en cours de construction, il reste à terminer les terrassements nécessaires pour l'ensemble des installations et la construction des bâtiments. Les premières circulations de la gare provisoire sont de cinq omnibus quotidiens sur la relation avec Marseille, deux de ces trains sont en provenance de Marseille et trois s'y rendent.

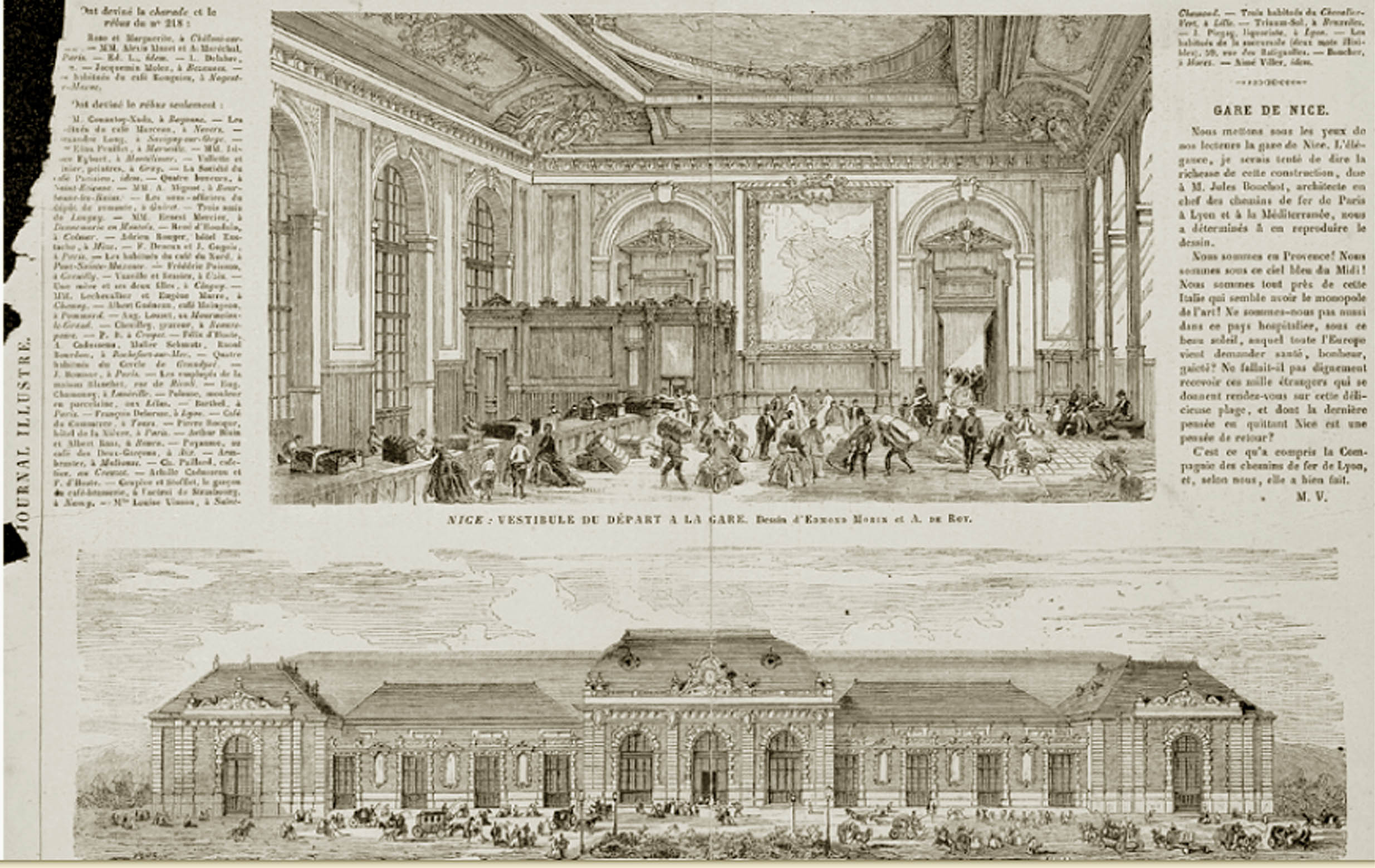
La gare, d'après un dessin du projet de l'architecte.

En 1867, l'inauguration du bâtiment voyageurs se fait pratiquement dans un paysage en rase campagne. Son style dit Louis XIII s’inspire des édifices publics de la ville de Paris, ce type d’architecture impose une image très parisienne au paysage méridional niçois et symbolise également le rattachement de Nice à la capitale impériale.
À l’origine, elle est conçue par l'architecte Louis-Jules Bouchot qui compose deux bâtiments parallèles réunis par une charpente métallique recouverte d’une verrière au-dessous de laquelle circulent trois voies ferrées. La façade principale en briques rouges et pierres de taille est coiffée d’un pavillon central orné d’une grande horloge. À l'intérieur, le vaste vestibule est revêtu de boiseries de chêne. Son plafond est doté d’une coupole richement décorée.
La gare de Nice devient une gare de passage le 19 octobre 1868, lors de l'ouverture de la section de Nice à Monaco, de la ligne de Nice à la frontière d'Italie.
En 1898, une voie de raccordement est établie avec la gare du Sud des Chemins de fer de Provence.

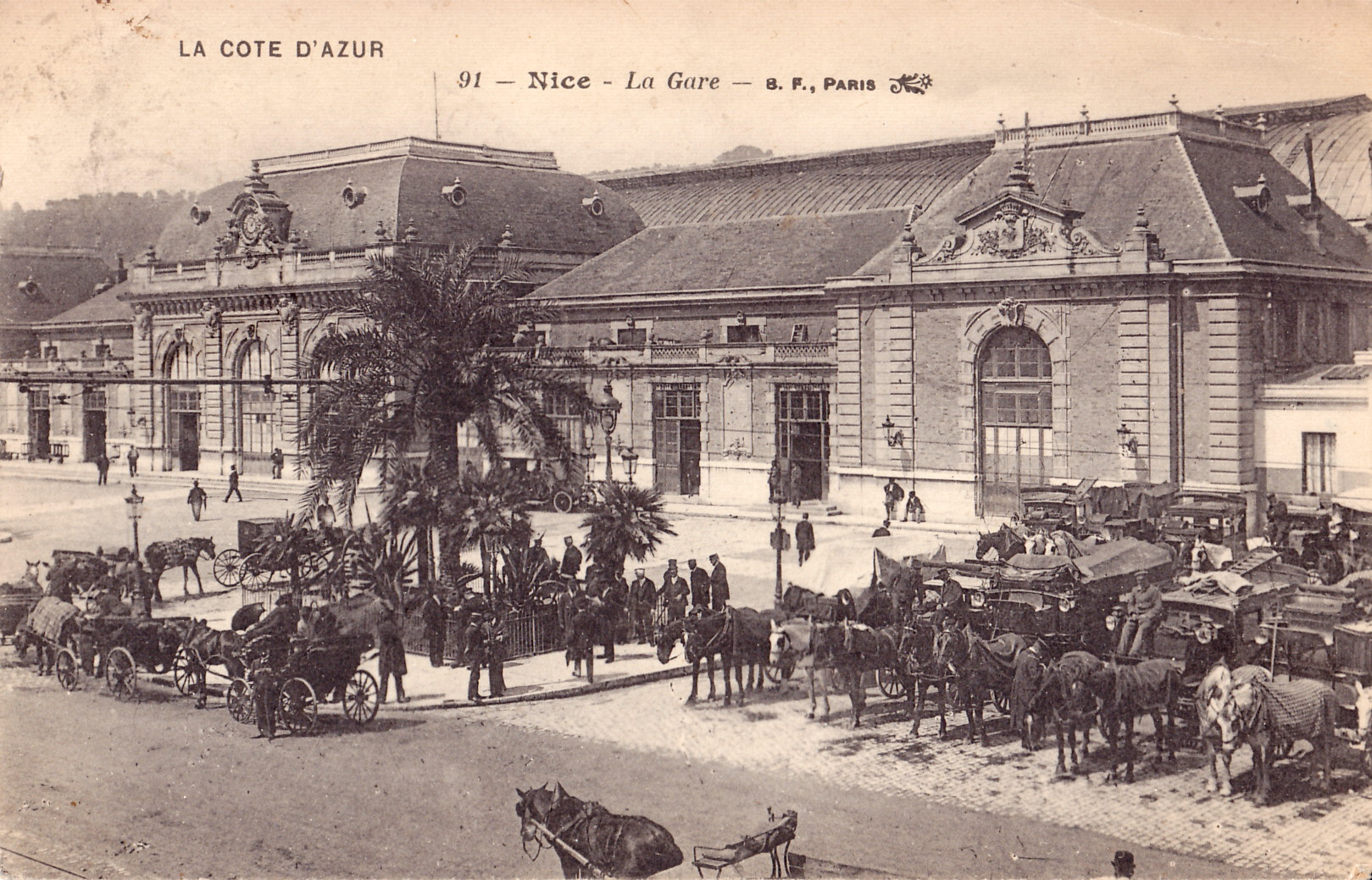
La gare, au début des années 1900.

En 1924, le bâtiment annexe abritant le buffet et différents services est démoli. On construit une deuxième halle plus petite. Le peintre Eugène-Baptiste Emile Dauphin, réalise la décoration picturale du Buffet de la Gare.
Elle devient une gare de bifurcation à la fin du mois d'octobre 1928, lorsque la compagnie du PLM ouvre à l'exploitation la ligne de Nice à Breil-sur-Roya. Lors des travaux, le tablier métallique du pont de l'avenue de la Gare est élargi pour prendre son aspect actuel.
En 1931, un tunnel de quarante-trois mètres de long et de quatre mètres de large, creusé sous l’avenue Thiers, permet d’acheminer directement et en toute sécurité les sacs postaux depuis la gare jusqu’aux services du nouvel Hôtel des Postes et, en 1935, un auvent est ajouté sur la façade.
En 1968, l'intérieur du bâtiment voyageurs fait l'objet de travaux de modernisation ; à cette occasion, la décoration des boiseries est démontée et la coupole habillée de faux plafonds.
La première desserte en TGV de la gare a lieu le 4 avril 1987.
Le 14 décembre 2008, a lieu la mise en place de l'horaire cadencé sur les lignes de la région Provence-Alpes-Côte d'Azur. Le 13 décembre 2009, sont supprimés les derniers EuroCity Nice – Milan (devenus des Vintimille – Milan).
Des travaux d’aménagement commenceront à partir de 2013 jusqu’en 2017. Ces travaux permettront de rénover l’entrée de la gare (avec la mise en place de Vélo Bleu et des Auto Bleue) ainsi que de faciliter l’accès piéton jusqu’à la station Gare Thiers de la ligne 1 du tramway,.
En 2014, c'est une gare voyageur d'intérêt national (catégorie A : la fréquentation des services nationaux et internationaux de voyageurs est supérieure ou égale à 25 000 voyageurs par an de 2010 à 2011), qui dispose de quatre quais centraux accessibles aux personnes à mobilité réduite (le quai A-Y d'une longueur utile : de 448 m pour la voie A, de 133 m pour la voie Y et de 48 m pour une voie de service ; le quai B-C d'une longueur utile : de 445 m pour la voie B et de la même longueur pour la voie C ; e quai D-E d'une longueur utile : de 445 m pour la voie D et de la même longueur pour la voie E ; et le quai F-G d'une longueur utile : de 445 m pour la voie F et de la même longueur pour la voie G), deux souterrains et une grande halle aux voyageurs (GHV).

## Fréquentation
De 2015 à 2023, selon les estimations de la SNCF, la fréquentation annuelle de la gare s'élève aux nombres indiqués dans le tableau ci-dessous.
| Année                      | 2015      | 2016      | 2017       | 2018      | 2019       | 2020      | 2021      | 2022       | 2023       |
| -------------------------- | --------- | --------- | ---------- | --------- | ---------- | --------- | --------- | ---------- | ---------- |
| Voyageurs                  | 8 394 842 | 8 030 193 | 9 028 045  | 8 415 150 | 9 517 119  | 5 221 606 | 6 631 770 | 9 397 550  | 11 229 438 |
| Voyageurs et non voyageurs | 9 761 445 | 9 337 434 | 10 497 727 | 9 785 058 | 11 066 418 | 6 071 635 | 7 711 360 | 10 927 384 | 13 057 486 |

## Service des voyageurs

### Accueil

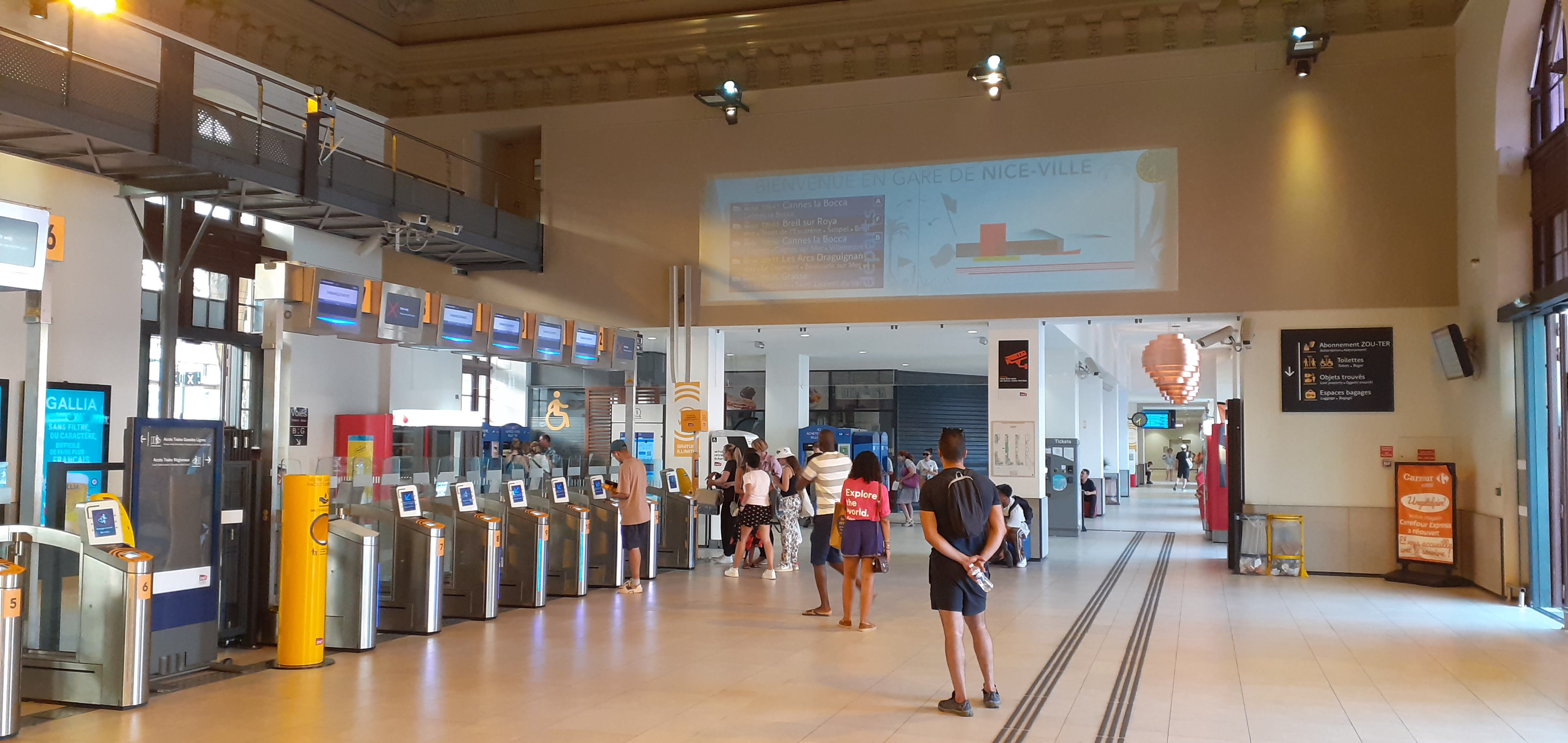
Le hall.

Gare SNCF, elle dispose d'un bâtiment voyageurs, avec guichets, ouvert tous les jours. Elle est équipée d'automates pour l'achat de titres de transport. La gare propose divers services, notamment : dans le hall central on trouve une salle d'attente, une consigne pour les bagages et un guichet pour les objets trouvés et sur le parvis on accède à un espace de vente pour les TER, une boutique de restauration et un espace de location de véhicules.
Deux souterrains permettent la traversée des voies et l'accès aux quais, protégés par une grande halle.

### Desserte

#### Internationale

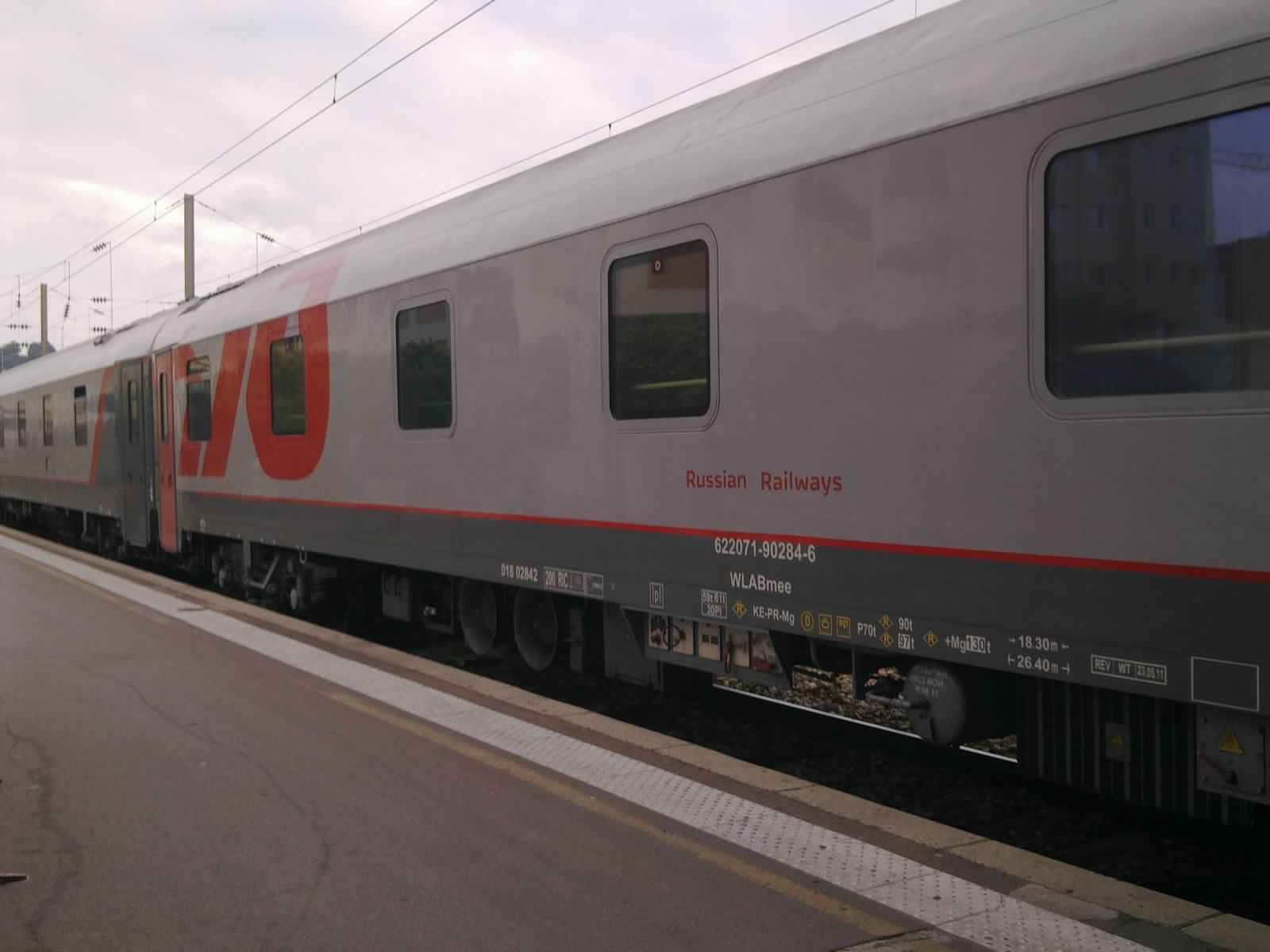
Le Riviera Express Nice – Moscou, en 2011.

Au départ de Vintimille (reliée à Nice par 40 trains quotidiens), des correspondances permettent d'accéder aux principales villes d'Italie. Deux trains directs circulaient de Nice à Turin via Coni jusqu'en 2009, mais depuis, il est nécessaire de changer à Breil-sur-Roya ou à Vintimille. Thello assurait, depuis le 14 décembre 2014, des liaisons diurnes de Marseille vers Gênes et Milan, mais ce train a été supprimé en mars 2020 en raison de la pandémie de Covid-19 ; le service complémentaire entre Nice et Milan, créé le 12 avril 2015, disparaît quant à lui fin juin 2021. Toutefois, le train de nuit Nice – Rome et Venise avait antérieurement été supprimé, ainsi que le rapide de jour Nice – Bâle.
Depuis le 23 septembre 2010, Nice est reliée directement à Moscou par le Riviera Express, via Vienne, Varsovie et Minsk. Cette liaison est cependant suspendue depuis 2020, à cause de la pandémie de Covid-19 puis de l'invasion de l'Ukraine par la Russie en 2022.
Par ailleurs, le TGV Lyria assurant la liaison de Nice à Genève a été supprimé en décembre 2017, tandis que le TGV ralliant Nice à Bruxelles disparaît en décembre 2020.
Trenitalia a également assuré des trains directs, baptisés « Espresso Riviera », entre Nice et Milan-Centrale chaque week-end du 3 août au 1er septembre 2024,.

#### Nationale

##### Par TGV
Nice est reliée, par plusieurs TGV directs, à la capitale, Paris (meilleur temps : 5 heures et demie de trajet ; cette relation inclut le service à bas coûts Ouigo), mais aussi à Lyon (4 h 20) et à Strasbourg / Nancy (environ 10 h). Ils desservent au passage Antibes, Cannes, Saint-Raphaël, Les Arcs, Toulon, et, pour la plupart des trains, Marseille-Saint-Charles.
Par contre, le TGV Metz – Nice a été supprimé en décembre 2018.

##### Par Intercités
Le Train bleu, avec voitures-lits, ne circule plus depuis décembre 2007, tandis que de nombreuses liaisons nocturnes, partiellement remplacées par des TGV, ont disparu. Les trains-couchettes Intercités de nuit vers Paris-Austerlitz, qui ont alors remplacé le Train bleu, sont à leur tour supprimés par la suite, mais uniquement sur la période comprise entre décembre 2017 et mai 2021.
Si les relations nocturnes Lille – Nice et Genève – Nice ont initialement été remplacées par des services diurnes en TGV (ces derniers ayant par la suite été retirés), les trains de nuit Reims – Nice, Nantes – Nice, Irun / Hendaye – Nice, Luxembourg – Nice et Strasbourg – Nice (entre autres) ont été supprimés sans contrepartie, excepté la création ultérieure (en décembre 2018) d'un TGV Nancy – Strasbourg – Nice. Depuis septembre 2005, la ligne Bordeaux – Nice est desservie par les trains Téoz, devenus Intercités ; ces derniers ont à leur tour été supprimés en décembre 2017, sauf entre Bordeaux et Marseille.

##### Service auto-train (supprimé)
La SNCF proposait un service auto-train vers Paris-Bercy (quotidiennement en saison, certains jours hors saison), avec emprunt du TGV. Toutefois, il est supprimé en décembre 2019.

#### Régionale et locale par TER
Avec les trains du réseau TER Provence-Alpes-Côte d'Azur, il faut compter environ 2 h 30 pour aller à Marseille, 1 h 30 pour Toulon, 1 h 10 pour Grasse, 30 min pour se rendre à Cannes, 50 min à Vintimille, et 1 h pour rejoindre Breil-sur-Roya.

### Intermodalité
Un parc pour les vélos et un parking sont aménagés à ses abords.
La gare de Nice-Ville est desservie par le réseau de la communauté urbaine Nice Côte d'Azur, Lignes d'Azur. La ligne 1 du tramway s'arrête à la station Gare Thiers, à 200 m de la gare. Les bus des lignes 57, 64, 70, 71 et 75 s'arrêtent quant à eux sur le parvis de la gare.

## Autres gares de Nice
Les autres gares situées sur le territoire communal de Nice sont :
- Nice-Saint-Roch (avec le dépôt éponyme) et Nice-Pont-Michel (SNCF), situées sur la ligne de Nice à Breil-sur-Roya ;
- Nice-Saint-Augustin (SNCF), située sur la ligne de Marseille-Saint-Charles à Vintimille (frontière) ;
- Nice-Riquier (SNCF), également située sur la ligne de Marseille-Saint-Charles à Vintimille ;
- Nice-CP ayant remplacé la gare du Sud, située sur la ligne de Nice à Digne des Chemins de fer de Provence.

## Galerie de photographies

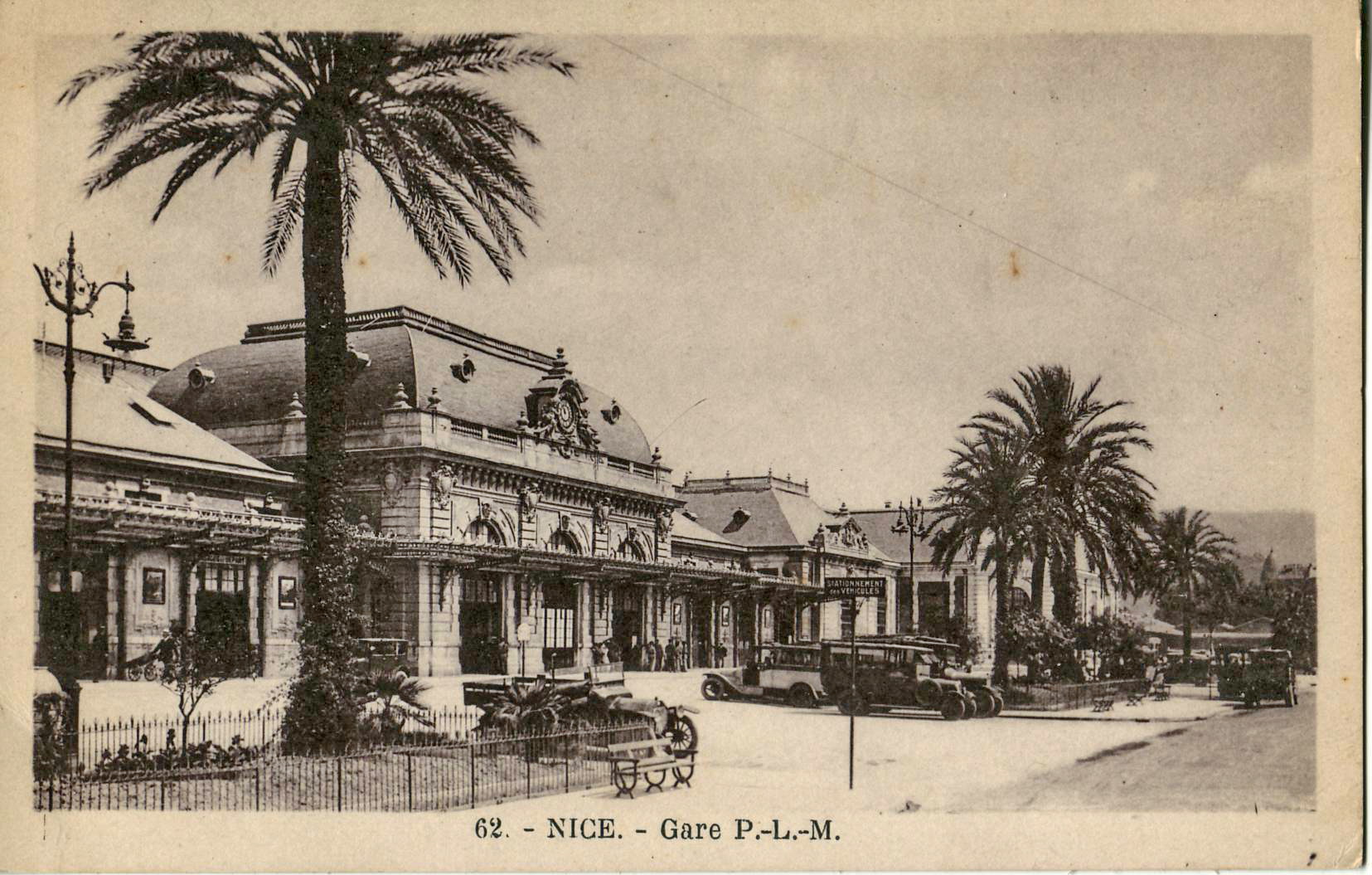
La gare dans les années 1920.
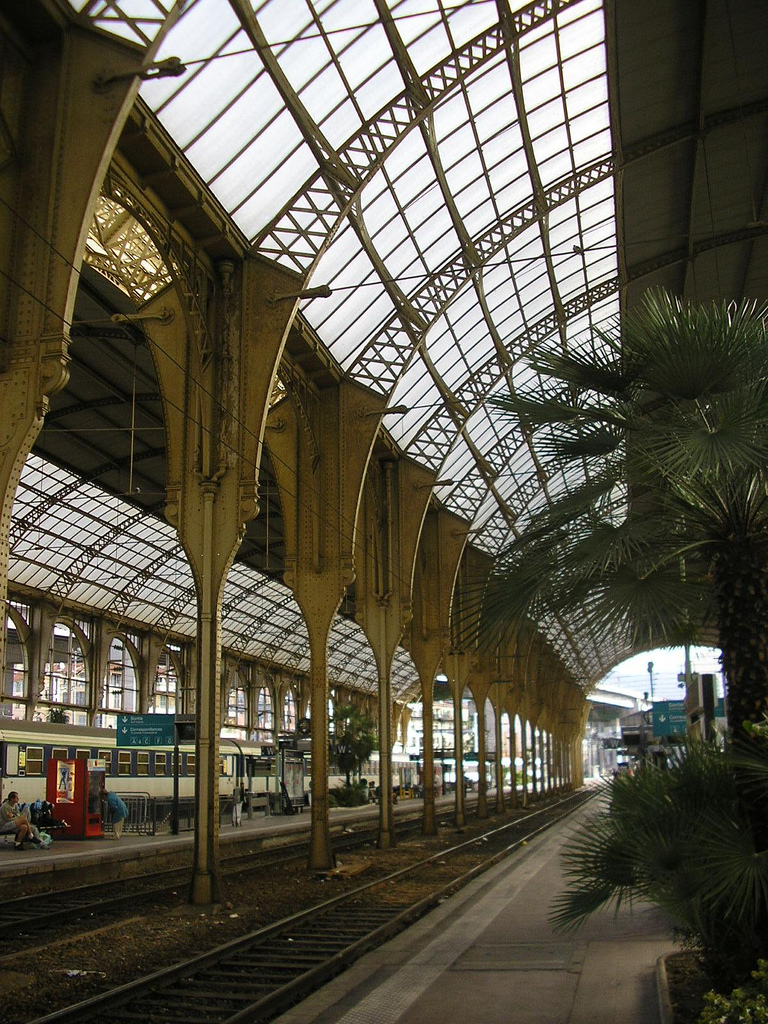
La halle métallique.
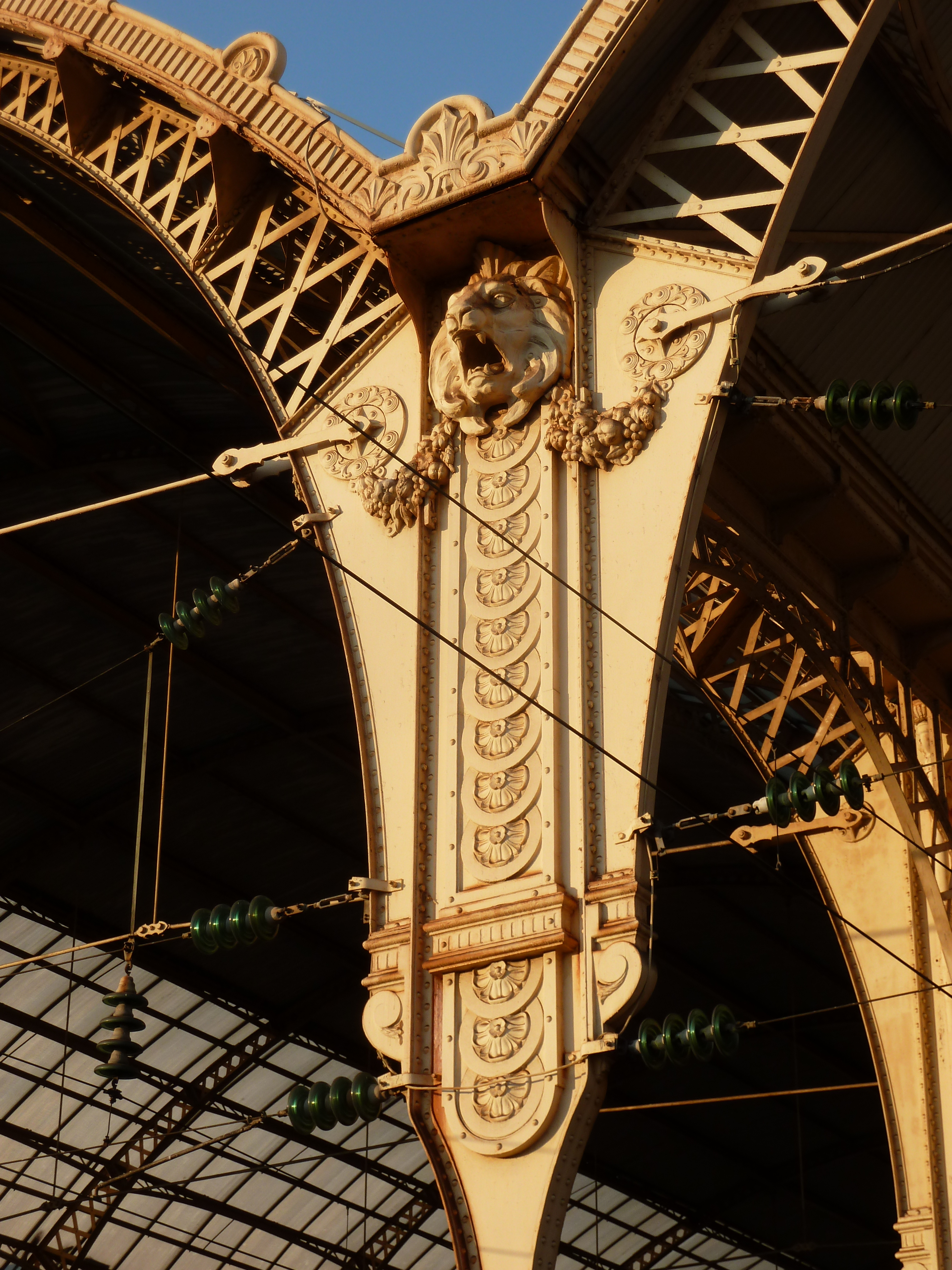
Détail de la halle.
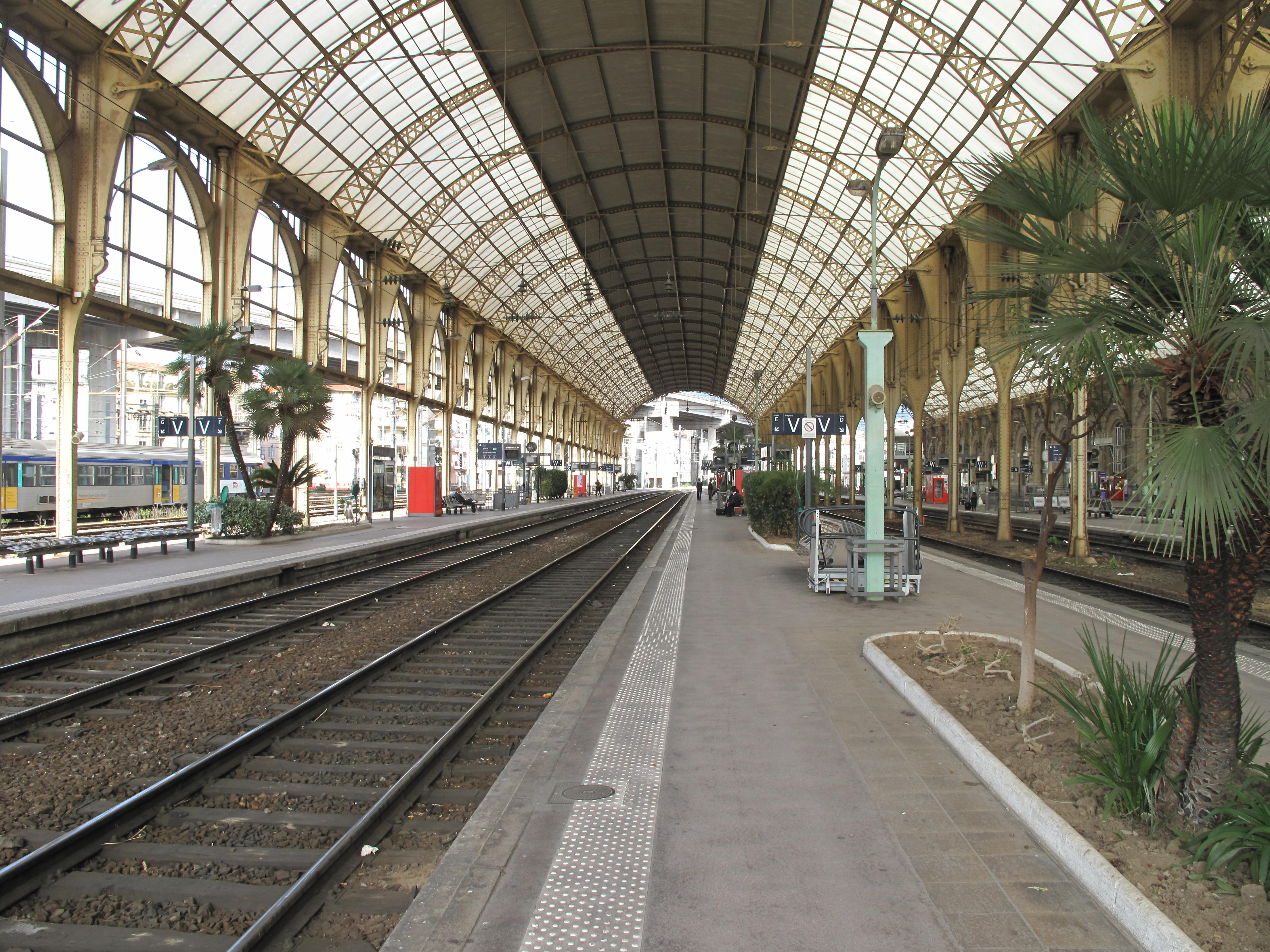
Halle et quais.